# Palazzo del Monte di Pietà Nuovo
Il palazzo del Monte di Pietà Nuovo è un edificio di origine medievale che si innalza tra piazza Duomo e via Monte di Pietà a Padova. La costruzione ospitò il Monte di Pietà dal XVI secolo. Il loggiato trecentesco regge un ampliamento dovuto a Giovanni Maria Falconetto. Si differenzia per essere stata la seconda sede del Monte di Pietà, la prima fu il palazzo del Monte di Pietà Vecchio sulla Stra' Maggiore ora via Dante. 

## Storia
Il palazzo fu costruito tra il XIII ed il XIV secolo. Affacciato sul sagrato del duomo, secondo la storiografia tradizionale era di proprietà del famoso usuraio Rinaldo Scrovegni. Agli inizi del Trecento subì un incendio e cadde abbandonato. Con in governo dei Principi da Carrara la costruzione entrò nel circuito della Reggia Carrarese. A quest'epoca viene fatto risalire l'elegantissimo loggiato "fondaco" in marmo bianco che alcuni hanno attribuito a fra' Giovanni degli Eremitiani. Con la guerra di Padova (1404-1405), vi fu la sottomissione dei Carraresi da parte dei veneziani e, con l'annessione della città nella Serenissima Repubblica, il palazzo divenne di proprietà del governo veneziano.
Un incendio danneggiò buona parte della costruzione nella prima metà del XVI secolo. Il doge Andrea Gritti, su richiesta del vescovo di Padova Pietro Barozzi, a vendere quanto ne rimaneva per 10.000 ducati al Monte di Pietà, l'istituzione finanziaria fondata dai francescani qualche decennio prima per combattere l'usura, attiva a Padova dal 1491. Il progetto di ristrutturazione della facciata fu affidato all'architetto veronese Falconetto, attivo a quel tempo a Padova, che ridisegnò l'edificio sulla base del portico a sei archi e dei muri perimetrali scampati all'incendio. La sede del Monte di Pietà fu inaugurata nel 1533, mentre nei due anni successivi furono portati a termine i lavori di rifinitura, tra i quali spiccano l'affresco eseguito da Domenico Campagnola che raffigura Bernardino da Feltre, il frate che fondò il Monte dei Pegni a Padova, e la Pietà eseguita in stucco da Silvio Cosini sulla facciata.
Nel 1607 ebbero inizio i lavori di ampliamento e di restauro, impegnati sulla parte verso l'attuale via Monte di Pietà. Tra le decorazioni di prestigio eseguite per questo ampliamento, figurano gli affreschi eseguiti da Battista Bissoni e Gaspare Giona, nonché la statua realizzata da Giovan Battista Albanese, tutte opere raffiguranti il beato Bernardino. Il cantiere fu chiuso nel 1619, quando il Monte di Pietà acquistò l'area della piazza situata di fronte al palazzo. Nel 1822, l'immobile fu acquistato dalla Cassa di Risparmio di Padova e Rovigo, l'istituto bancario che sarebbe confluito nel 2007 nella Cassa di Risparmio del Veneto del gruppo Intesa Sanpaolo. Due nuove ali interne furono costruite con l'ampliamento che si concluse nel 1861 e che diede all'edificio le attuali proporzioni.

## Odierna destinazione d'uso
Nel 1990 furono eseguiti importanti lavori di restauro del palazzo, che ne hanno rinforzato la struttura ed hanno messo in risalto gli aspetti originari della ricostruzione del Cinquecento e dell'ampliamento del Seicento. Con la riforma imposta dalla legge Amato-Carli, nel dicembre 1991 sono state separate le attività propriamente bancarie degli istituti di credito italiani da quelle filantropiche, che sono state assegnate alle neonate fondazioni. Fu quindi istituita la Fondazione cassa di risparmio di Padova e Rovigo, alla quale è rimasta la proprietà del Palazzo del Monte di Pietà anche dopo che la banca è entrata a far parte del gruppo Intesa Sanpaolo nel 2007. L'immobile è così diventato la sede centrale della fondazione, che al suo interno coordina le varie attività di cui si occupa e organizza mostre artistiche di rilievo in sale appositamente allestite. In un'ala del palazzo, vi è inoltre una filiale della Cassa di Risparmio del Veneto.